# 풀잠자리
풀잠자리(Chrysopa intima)는 풀잠자리과의 곤충이다. 몸길이는 10mm정도로 몸은 연두색이다. 진딧물 등의 자기보다 작은 곤충을 잡아먹는다.